# Can Öncü
Can Alexander Öncü (Alanya, 26 luglio 2003) è un pilota motociclistico turco.
Anche suo fratello gemello, Deniz Öncü, è un pilota motociclistico professionista.

## Carriera

### Gli inizi
Comincia a correre in moto nel 2011, partecipando via via a competizioni nazionali e internazionali di motocross, supermoto e corse su strada. Inizia a farsi conoscere in ambito internazionale nel 2016 prendendo parte all'Asia Talent Cup, chiudendo in nona posizione finale, e alla Red Bull Rookies Cup, campionato in cui conclude terzo nel 2017 e che vince nel 2018. Sempre nel 2018 viene iscritto come wild card al Gran Premio della Comunità Valenciana dal team Red Bull KTM Ajo nella classe Moto3 del motomondiale, vincendo la gara. Öncü stabilisce così diversi primati: diventa il secondo pilota nella storia del Motomondiale ad aver vinto la gara d'esordio (prima di lui ci era riuscito solo Noboru Ueda), il primo turco a vincere una gara nel contesto del motomondiale e il più giovane a vincere una gara del motomondiale, a 15 anni e 115 giorni.

### Motomondiale
Nel 2019 diventa pilota titolare nello stesso team. Ottiene come miglior risultato un dodicesimo posto in Comunità Valenciana e termina la stagione al 31º posto con 8 punti. In questa stagione è costretto a saltare i Gran Premi di San Marino, Aragona e Thailandia a causa della frattura della clavicola sinistra rimediata nelle prove libere del GP di San Marino.

### Mondiale Supersport
Nel 2020 si trasferisce nel campionato mondiale Supersport alla guida di una Kawasaki ZX-6R del team Turkish Racing. Conclude la stagione d'esordio al dodicesimo posto in classifica conquistando sessantacinque punti. Nel 2021 rimane in Supersport trasferendosi al team Kawasaki Puccetti Racing, il compagno di squadra è Philipp Öttl. Migliora rispetto alla stagione d'esordio classificandosi al sesto posto con tre piazzamenti a podio.
Nel 2022 continua con lo stesso team della stagione precedente, il compagno di squadra è Yari Montella. sale otto volte sul podio in stagione classificandosi al terzo posto nel mondiale. Nel 2023 inizia il terzo anno consecutivo col team Puccetti, in occasione del Gran Premio dell'Indonesia, in gara uno, ottiene la sua prima vittoria in Supersport. Costretto a saltare la parte centrale del campionato per infortunio (venendo sostituito da Lucas Mahias), rientra tornando su podio al Gran premio di Jerez e chiude la stagione al tredicesimo posto. Contestualmente al mondiale, prende parte all'evento conclusivo del campionato italiano Supersport a Imola con il team Prodina, dopo aver disputato le qualifiche non parte in entrambe le gare. Nel 2024, ancora con Puccetti, gareggia nel mondiale Supersport dove chiude nuovamente tredicesimo. Contestualmente al mondiale disputa, in qualità di pilota wild card, la prova di Donington del British Supersport conquistando una vittoria ed un secondo posto.

## Risultati in gara

### Motomondiale
| 2018 | Classe | Moto |  |  |  |  |  |  |  |  |  |  |  |  |  |  |  |  |  |  |   | Punti | Pos. |
| ---- | ------ | ---- |  |  |  |  |  |  |  |  |  |  |  |  |  |  |  |  |  |  | - | ----- | ---- |
| 2018 | Moto3  | KTM  |  |  |  |  |  |  |  |  |  |  |  |  |  |  |  |  |  |  | 1 | 25    | 24º  |

| 2019 | Classe | Moto |    |    |     |    |    |    |     |    |    |    |     |    |     |     |     |    |    |    |    | Punti | Pos. |
| ---- | ------ | ---- | -- | -- | --- | -- | -- | -- | --- | -- | -- | -- | --- | -- | --- | --- | --- | -- | -- | -- | -- | ----- | ---- |
| 2019 | Moto3  | KTM  | 18 | 26 | Rit | 18 | 16 | 18 | Rit | 16 | 14 | 14 | Rit | 24 | Inf | Inf | Inf | 18 | 16 | 20 | 12 | 8     | 31º  |

| Legenda | 1º posto        | 2º posto            | 3º posto            | A punti      | Senza punti        | Grassetto – Pole position Corsivo – Giro più veloce |
| Legenda | Gara non valida | Non qual./Non part. | Ritirato/Non class. | Squalificato | '-' Dato non disp. | Grassetto – Pole position Corsivo – Giro più veloce |

### Campionato mondiale Supersport
| 2020 | Moto     |   |   |    |     |    |    |    |     |     |    |     |   |   |   |    |  |  |  |  |  |  |  |  |  | Punti | Pos. |
| ---- | -------- | - | - | -- | --- | -- | -- | -- | --- | --- | -- | --- | - | - | - | -- |  |  |  |  |  |  |  |  |  | ----- | ---- |
| 2020 | Kawasaki | 9 | 9 | 12 | Rit | 10 | 13 | 13 | Rit | Rit | 12 | Rit | 6 | 7 | 6 | 14 |  |  |  |  |  |  |  |  |  | 65    | 12º  |

| 2021 | Moto     |    |    |     |   |   |     |   |   |   |   |   |     |   |   |   |     |    |   |   |    |   |   |   |   | Punti | Pos. |
| ---- | -------- | -- | -- | --- | - | - | --- | - | - | - | - | - | --- | - | - | - | --- | -- | - | - | -- | - | - | - | - | ----- | ---- |
| 2021 | Kawasaki | 10 | 14 | Rit | 7 | 8 | Rit | 7 | 7 | 8 | 9 | 8 | Rit | 8 | 3 | 4 | Rit | AN | 6 | 8 | 10 | 3 | 2 | 7 | 6 | 182   | 6º   |

| 2022 | Moto     |   |     |     |   |   |   |   |   |   |   |    |   |   |   |   |   |   |   |   |   |   |   |   |     | Punti | Pos. |
| ---- | -------- | - | --- | --- | - | - | - | - | - | - | - | -- | - | - | - | - | - | - | - | - | - | - | - | - | --- | ----- | ---- |
| 2022 | Kawasaki | 3 | Rit | Rit | 3 | 4 | 5 | 4 | 5 | 5 | 8 | 21 | 4 | 4 | 6 | 3 | 2 | 9 | 3 | 4 | 7 | 3 | 3 | 3 | Rit | 264   | 3º   |

| 2023 | Moto     |     |   |   |   |   |     |     |     |     |     |     |     |     |     |     |     |    |    |    |    |    |    |    |   | Punti | Pos. |
| ---- | -------- | --- | - | - | - | - | --- | --- | --- | --- | --- | --- | --- | --- | --- | --- | --- | -- | -- | -- | -- | -- | -- | -- | - | ----- | ---- |
| 2023 | Kawasaki | Rit | 3 | 1 | 4 | 7 | Rit | Inf | Inf | Inf | Inf | Inf | Inf | Inf | Inf | Inf | Inf | 17 | 14 | 17 | 17 | 14 | 15 | 11 | 3 | 89    | 13º  |

| 2024 | Moto     |     |    |   |   |    |   |     |    |    |    |    |    |    |   |   |   |    |   |   |    |     |     |    |     | Punti | Pos. |
| ---- | -------- | --- | -- | - | - | -- | - | --- | -- | -- | -- | -- | -- | -- | - | - | - | -- | - | - | -- | --- | --- | -- | --- | ----- | ---- |
| 2024 | Kawasaki | Rit | 16 | 8 | 9 | 16 | 9 | Rit | 29 | 15 | 12 | 11 | 10 | 11 | 7 | 5 | 9 | 22 | 8 | 7 | 11 | Inf | Inf | 23 | Rit | 92    | 13º  |

| 2025 | Moto   |   |    |   |     |   |   |    |     |   |   |   |   |   |   |   |   |  |  |  |  |  |  |  |  | Punti | Pos. |
| ---- | ------ | - | -- | - | --- | - | - | -- | --- | - | - | - | - | - | - | - | - |  |  |  |  |  |  |  |  | ----- | ---- |
| 2025 | Yamaha | 5 | 16 | 1 | Rit | 3 | 1 | NC | Rit | 2 | 1 | 3 | 1 | 5 | 1 | 2 | 3 |  |  |  |  |  |  |  |  | 235   |      |

| Legenda | 1º posto        | 2º posto            | 3º posto           | A punti      | Senza punti        | Grassetto – Pole position Corsivo – Giro più veloce |
| Legenda | Gara non valida | Non qual./Non part. | Ritirato/Non class | Squalificato | '-' Dato non disp. | Grassetto – Pole position Corsivo – Giro più veloce |